# Getto w Rejowcu
Getto w Rejowcu – getto dla ludności żydowskiej utworzone przez okupantów niemieckich w Rejowcu, istniejące w latach 1940–1943.
Getto powstało w kwietniu 1940 roku. Objęło rejon ulic Niecałej i Zacisze, a także okolice zachodniej części rynku. Na przełomie 1940 i 1941 roku stało się miejscem koncentracji Żydów, których wysiedlono z Lublina i Krakowa. Z kolei w kwietniu 1942 roku, wkrótce po rozpoczęciu akcji „Reinhardt”, Niemcy utworzyli tam „getto tranzytowe”, które służyło jako miejsce tymczasowego osiedlenia Żydów przed wywózką do obozów zagłady. W kwietniu i maju tegoż roku do Rejowca dotarło sześć transportów, w których znalazło się co najmniej 6 tys. Żydów ze Słowacji oraz Protektoratu Czech i Moraw.
W getcie panowały bardzo trudne warunki bytowe i sanitarne. Już w kwietniu 1942 roku większość polskich Żydów deportowano do obozu zagłady w Sobiborze. W kolejnych miesiącach do obozów zagłady wywieziono także Żydów zagranicznych. Wielu zamordowano na miejscu, zwłaszcza podczas ostatniej „akcji” 9 sierpnia 1942 roku.
Getto istniało do sierpnia 1942 roku, a w formie szczątkowej – do wiosny 1943 roku. Przeszło przezeń około 8 tys. Żydów, spośród których niemal wszyscy zmarli lub zostali zamordowani.

## Utworzenie getta
W przeddzień wybuchu II wojny światowej w Rejowcu mieszkało około 2,6 tys. Żydów.
Rejowiec został po raz pierwszy zajęty przez Niemców jeszcze przed zakończeniem kampanii wrześniowej. Szybko opuścili oni jednak miasteczko, które w myśl postanowień paktu Ribbentrop-Mołotow miało się znaleźć w sowieckiej strefie okupacyjnej. 26 września 1939 roku do Rejowca wkroczyła Armia Czerwona. Po kilkunastu dniach – na mocy zapisów niemiecko-sowieckiego traktatu o granicach i przyjaźni, który na nowo rozgraniczał strefy wpływów obu totalitarnych mocarstw – Sowieci wycofali się na wschód. Razem z nimi uciekła znaczna liczba Żydów, być może nawet połowa rejowieckiej społeczności . 10 października do Rejowca ponownie wkroczyły wojska niemieckie.
Na początku 1940 roku w miasteczku powołano Judenrat. Zorganizowano także delegaturę Żydowskiej Samopomocy Społecznej (ŻSS). W kwietniu tegoż roku Niemcy utworzyli w Rejowcu getto, które objęło rejon ulic Niecałej i Zacisze, a także okolice zachodniej części rynku, zamknięte ulicami Zwierzyńskiego i Mikołaja Reja.
Jak podaje Encyclopedia of Camps and Ghettos, w ciągu pierwszych 21 miesięcy okupacji Niemcy zamordowali w Rejowcu około dziesięciu Żydów. Na ludność żydowską nakładano kontrybucje, odbywały się także łapanki na roboty przymusowe. Rejowieccy Żydzi pracowali m.in. w majątku ziemskim należącym do rodziny Budnych, w tartaku w Zawadówce oraz w Chełmie. Przyznane Żydom urzędowe przydziały żywności były bardzo niewielkie, niemniej nadal mieli oni możliwość handlowania z polskimi rolnikami, co pozwoliło zapobiec klęsce głodu. W lutym 1941 roku na rejowieckim rynku niemieccy policjanci spalili zwój Tory oraz inne judaistyczne księgi, a Żydów zmusili, by tańczyli wokół płonącego stosu. Niedługo później Niemcy zniszczyli synagogę oraz klojz.
Rejowiec pełnił funkcję miejsca koncentracji Żydów wysiedlonych z innych regionów okupowanej Polski.  Na przełomie 1940 i 1941 roku osiedlono tam 210 Żydów wypędzonych z Krakowa. Z kolei w marcu 1941 roku w Rejowcu rozlokowano 930 Żydów wysiedlonych z Lublina . Według Roberta Kuwałka całkowita liczba Żydów przesiedlonych w tym okresie do Rejowca sięgnęła 1,3 tys.
Niektórych przesiedleńców wkrótce osadzono w pobliskich obozach pracy. Wielu innych opuściło miasteczko na własną rękę. Według Encyclopedia of Camps and Ghettos w sierpniu 1941 roku getto w Rejowcu liczyło 2345 mieszkańców. Portal Wirtualny Sztetl podaje natomiast, że pod koniec tegoż roku w miasteczku przebywało 2380 Żydów. Z kolei według Roberta Kuwałka w 1941 roku w Rejowcu mieszkało 2493 Żydów, w tym 540 przesiedleńców.

## Pierwsza „akcja”
7 kwietnia 1942 roku do Rejowca niespodziewanie przybyła znaczna liczba niemieckich policjantów. Po upływie kilku godzin Judenrat zarządził, aby wszyscy mieszkańcy getta zgromadzili się na rynku (około 80 proc. posłuchało wezwania). Następnie Niemcy otoczyli rynek. Z tłumu wyłączyli członków Judenratu, a pozostałych Żydów pognali na pobliską stację kolejową. Postępowanie żandarmów było bardzo brutalne. Osoby nie nadążające za kolumną były rozstrzeliwane, zdarzało się także, że małe dzieci wyrywano z rąk matek i zabijano. Zabijane były także osoby, które usiłowały przeczekać „akcję” w rozmaitych kryjówkach . Prawdopodobnie Niemcy zastrzelili tego dnia około 200 osób. Około 2,4 tys. Żydów załadowano do wagonów i wywieziono do nieukończonego jeszcze ośrodka zagłady w Sobiborze. Był to jeden z pierwszych transportów, które zgładzono w tym obozie.
Następnego dnia Niemcy przeszukali opustoszałe getto w poszukiwaniu ukrywających się Żydów. Od 200 do 400 osób, w tym członków Judenratu i pracowników delegatury ŻSS, wywieziono do obozu pracy w Krychowie. Wielu wcześniej dotkliwie pobito.
Na temat dalszego przebiegu wydarzeń pojawiają się rozbieżne informacje. Encyclopedia of Camps and Ghettos, powołując się na relację z Archiwum Ringelbluma, podaje, że po kilku dniach polska rada miejska wezwała ukrywających się nadal Żydów do natychmiastowego ujawnienia się i rejestracji. Niezastosowanie się do tego zarządzenia miało być karane zastrzeleniem na miejscu. Około 140 Żydów miało się ujawnić. Zostali uwięzieni i po sześciu dniach zabrani do Chełma, gdzie jednak wypuszczono ich na wolność. Według innych źródeł w Rejowcu pozostawiono od 200 do 400 Żydów. Miały to być osoby, które zdołały skutecznie ukryć się w czasie „akcji” lub po pewnym czasie zostały zwolnione z obozu w Krychowie. Ludzi tych osiedlono w domach leżących wzdłuż jednej z peryferyjnych ulic miasteczka.

## „Getto tranzytowe”

### Transporty zagraniczne
W marcu 1942 roku, wraz z rozpoczęciem akcji „Reinhardt”, niemieckie władze podjęły decyzję o skierowaniu do dystryktu lubelskiego transportów z Żydami z zagranicy. Dwa najważniejsze „główne punkty zbiorcze i przeładunkowe” (Hauptunterbringungs- und Umschlagpunkte) zorganizowano w Izbicy i Piaskach. Pewna liczba transportów zagranicznych została jednak skierowana do innych miejscowości. O wyborze Rejowca na lokalizację jednego z „gett tranzytowych” zdecydowało zapewne jego dogodne położenie geograficzne, przy skrzyżowaniu linii kolejowych wiodących do Zamościa i Chełma. Prawdopodobnie Niemcy wzięli także pod uwagę fakt, że Rejowiec już wcześniej pełnił funkcję miejsca koncentracji Żydów wysiedlonych z innych regionów okupowanej Polski.
Dla Żydów zagranicznych „getta tranzytowe” miały stanowić wyłącznie tymczasowe miejsce osiedlenia. Rozlokowanie deportowanych w miasteczkach położonych przy liniach kolejowych, w stosunkowo niewielkiej odległości od kluczowych ośrodków zagłady – Bełżca, Sobiboru, Majdanka, pozwalało Niemcom znacznie usprawnić proces eksterminacji. Ułatwiało także grabież żydowskiego mienia. Wreszcie poprzez rozlokowanie zagranicznych Żydów w dystrykcie lubelskim naziści uzyskiwali pożądany efekt propagandowy, uwiarygadniając swe zapewnienia, że celem deportacji jest wyłącznie osiedlenie ludności żydowskiej na nowo zdobytych terenach wschodnich.
| Data transportu                           | Liczba deportowanych | Miejsce pochodzenia deportowanych |
| ----------------------------------------- | -------------------- | --------------------------------- |
| 16 kwietnia 1942                          | 1040                 | Słowacja (Nitra)                  |
| 18 kwietnia 1942                          | 1000                 | getto Theresienstadt              |
| 20 kwietnia 1942                          | 1030                 | Słowacja (Nitra)                  |
| 23 maja 1942 (przybył cztery dni później) | 1630                 | Słowacja (Preszów, Sabinov)       |
| 24 maja 1942 (przybył cztery dni później) | 1022                 | Słowacja (Bardejów, Stropkov)     |
| 25 maja 1942                              | 1000                 | Słowacja (Poprad)                 |

Co najmniej część transportów przeszła najpierw „selekcję” w Lublinie, podczas której pewną liczbę młodych mężczyzn zabrano i osadzono w obozie koncentracyjnym na Majdanku lub w obozie pracy na tzw. Flugplatzu. Po wyładunku transportu na stacji kolejowej pod Rejowcem zagraniczni Żydzi musieli przejść pięć kilometrów pieszo do miasteczka. Po drodze byli bici i popędzani przez Niemców i ich wschodnich kolaborantów.

### Warunki panujące w getcie
Regułą było, że podczas postojów w Lublinie od pociągów z deportowanymi odczepiano wagony z zapasem żywności. Zazwyczaj odbierano im także całość lub większość bagażu. Po dotarciu do Rejowca okazywało się, że wcześniejsze zapewnienia władz niemieckich, iż na deportowanych czeka praca i mieszkania, były całkowicie nieprawdziwe. Jednocześnie ku swemu zaskoczeniu czescy i słowaccy Żydzi dowiadywali się, że będą odtąd mieszkać w ubogim polskim sztetlu, w drewnianych, zaniedbanych domach, zazwyczaj pozbawionych podstawowej infrastruktury sanitarno-higienicznej .
Mimo że na początku kwietnia z Rejowca deportowano niemal wszystkich polskich Żydów, getto było przeludnione. Panowały tam także bardzo trudne warunki bytowe i sanitarne. W związku z wywózką członków Judenratu i pracowników ŻSS nie działała kuchnia ludowa oraz nie funkcjonowały żadne instytucje opieki społecznej. Na początku maja 1942 roku, na skutek intensywnych zbiegów powiatowej delegatury ŻSS w Chełmie – wspartej przez krakowską centralę organizacji, władze niemieckie zgodziły się uwolnić Calela Krafta – przedstawiciela ŻSS w Rejowcu, którego w kwietniu osadzono w obozie w Krychowie. Zwolniono także dwóch członków dawnego Judenratu. Wraz z Kraftem przystąpili oni do organizowania pomocy dla wysiedleńców. Środki, którymi dysponowali, były jednak bardzo ograniczone. Centrala ŻSS była bowiem w stanie zasilić budżet delegatury w Chełmie kwotą zaledwie 5 tys. złotych. Niemniej udało się uruchomić kuchnię ludową, która wydawała 1300 posiłków dziennie. Żydzi otrzymywali w niej ersatz-kawę na śniadanie oraz zupę na obiad.
W konsekwencji w getcie panował głód i szerzyły się choroby. Tylko nieliczni Żydzi zagraniczni znaleźli zatrudnienie, przede wszystkim przy pracach melioracyjnych na terenie obozu pracy w Sawinie. Praca poza gettem dawała możliwość nabycia i szmuglu żywności. Na jej zakup mogły sobie jednak pozwolić tylko nieliczne osoby, które nadal posiadały gotówkę lub wartościowe przedmioty, a więc zazwyczaj związane z Judenratem lub innymi oficjalnymi instytucjami getta.
Z raportu ŻSS wynika, że w drugiej połowie czerwca 1942 roku w getcie w Rejowcu przebywało 2449 Żydów, w tym 1210 kobiet oraz 830 dzieci poniżej 14. roku życia. Latem tegoż roku getto zostało ogrodzone drutem kolczastym.

### Stosunki między Żydami polskimi a Żydami zagranicznymi
W kwietniu 1942 roku, wkrótce po przybyciu do Rejowca transportów ze Słowacji i Theresienstadt, zorganizowano nowy Judenrat, w którego składzie znaleźli się Żydzi polscy i zagraniczni. Na jego czele stanął mężczyzna nazwiskiem Blatt. Przedstawiciele wysiedleńców zostali także dokooptowani w skład miejscowej delegatury ŻSS oraz w szeregi Żydowskiej Służby Porządkowej. Komendantem tej ostatniej został czeski Żyd nazwiskiem Kessler.
Wśród zagranicznych Żydów, których deportowano do Rejowca, dominowali przedstawiciele niższych i średnich warstw społecznych (kupcy, sklepikarze, robotnicy). Niemniej znajdowali się wśród nich – zwłaszcza w transportach czeskich – także przedstawiciele inteligencji. Zagraniczni Żydzi zazwyczaj silnie identyfikowali się z kulturą krajów pochodzenia. Nie brakowało wśród nich osób całkowicie zasymilowanych, w tym konwertytów oraz osób pochodzących z małżeństw mieszanych.
Żydzi zagraniczni nie czuli większej więzi z „Żydami wschodnimi” (Ostjuden), których z reguły postrzegali jako ludzi żyjących na niższym poziomie kulturowym i cywilizacyjnym. Problemem była również bariera językowa, gdyż większość Żydów zagranicznych nie znała języka jidysz, którym na co dzień posługiwali się polscy Żydzi. Tych ostatnich drażniła z kolei arogancja przybyszów oraz okazywany przez nich brak poszanowania dla rozmaitych reguł judaizmu, w tym zasad koszerności. Silna identyfikacja Żydów zagranicznych z kulturą krajów pochodzenia była natomiast postrzegana niemalże jako kolaboracja .
W tej sytuacji nieuniknione były animozje i konflikty. Z dostępnych źródeł wynika, że w Rejowcu miały miejsce niesnaski pomiędzy pochodzącymi z Polski pracownikami delegatury ŻSS a zdominowanym przez Żydów zagranicznych Judenratem. Do konfliktu na tle rozdziału żywności doszło także w samej ŻSS – między Żydami polskimi a słowackimi. Niemniej w Rejowcu antagonizm między Żydami polskimi a Żydami zagranicznymi nie przybrał aż tak dramatycznych rozmiarów, jak w getcie w Izbicy, gdzie Niemcy umiejętnie rozgrywali przeciwko sobie „polską” i „czesko-niemiecką” frakcję Judenratu. Być może wynikało to z faktu, że już wiosną 1942 roku większość polskich Żydów została deportowana z Rejowca do obozu w Sobiborze.

## Zagłada
Encyclopedia of Camps and Ghettos podaje, że już pod koniec kwietnia 1942 roku pewną liczbę Żydów polskich i zagranicznych deportowano z Rejowca do obozu zagłady w Bełżcu oraz do obozów pracy w Hańsku, Sawinie i Osowej. Według innych źródeł „akcja” odbyła się na początku maja. Około 2,7 tys. Żydów miało wtedy zostać deportowanych do bliżej niesprecyzowanego obozu zagłady, a kolejnych trzystu wywieziono do obozu pracy w Krychowie. W gronie ofiar „akcji” mieli się znaleźć przede wszystkim Żydzi zagraniczni .
Według Encyclopedia of Camps and Ghettos latem 1942 roku w Rejowcu miało dojść do konfliktu między polską „policją granatową” a złożoną z Żydów czeskich i słowackich Żydowską Służbą Porządkową. Na skutek donosu złożonego przez polskich policjantów co najmniej 24 Żydów zagranicznych, wśród nich pewna liczba funkcjonariuszy ŻSP, zostało aresztowanych przez Niemców pod zarzutem rzekomych związków z komunistami. Wszystkich rozstrzelano. W polskich źródłach brak wzmianek o takim wydarzeniu. Robert Kuwałek podaje natomiast, że latem 1942 roku Niemcy i ich ukraińscy kolaboranci fałszywie oskarżyli rejowieckich Żydów o zabójstwo ukraińskiego policjanta. W ramach „odwetu” kilkudziesięciu Żydów zamknięto w jednym z domów przy rynku, a następnie zamordowano przy użyciu granatów.
Największa „akcja” deportacyjna miała miejsce 9 sierpnia 1942 roku. Tego dnia do miasteczka przybył oddział wachmanów z obozu w Trawnikach, dowodzony przez niemieckich oficerów. Mieszkańców getta spędzono na rynek, gdzie odbyła się „selekcja”. Od 100 do 300 Żydów uznano za zdolnych do pracy i pozostawiono w Rejowcu. Osoby niezdolne do marszu, przede wszystkim starców oraz pacjentów żydowskiego szpitala, rozstrzelano na rynku na oczach pozostałych Żydów. Wraz ze swoimi pacjentami zginęli dwaj lekarze: Abraham Borkenfeld i Josef Deutsch (słowaccy Żydzi z Sabinova). Pozostałych Żydów pognano na stację kolejową, mordując po drodze wiele osób. Stamtąd zostali wywiezieni do obozu zagłady w Sobiborze. Na obozowej rampie wyselekcjonowano 100 mężczyzn i 50 kobiet, których następnie zabrano do obozu pracy w Krychowie. Pozostałych zgładzono w komorach gazowych.

## „Getto szczątkowe”
28 października 1942 roku Wyższy Dowódca SS i Policji „Wschód” (HSSPF „Ost”) SS-Obergruppenführer Friedrich Wilhelm Krüger wydał rozporządzenie dotyczące utworzenia tzw. gett szczątkowych w wybranych miastach dystryktów lubelskiego i warszawskiego. 10 listopada wydał podobne zarządzenie w sprawie utworzenia „gett szczątkowych” w dystryktach galicyjskim, krakowskim i radomskim. Były to odtąd jedyne miejsca na terenie Generalnego Gubernatorstwa, w których Żydzi mieli prawo legalnie zamieszkać.
Rejowiec nie znalazł się na liście miejscowości wymienionych w rozporządzeniu Krügera, niemniej tamtejsze getto nadal funkcjonowało, choć w szczątkowej formie. Z raportów ŻSS wynika, że w listopadzie 1942 roku mieszkało tam 675 Żydów, z czego 290 pracowało na terenie miasta, a pozostali w okolicznych obozach pracy. Wśród nich znajdowały się zarówno osoby, które przeżyły sierpniową „akcję”, jak i uciekinierzy z Chełma i innych okolicznych miejscowości, którzy po likwidacji tamtejszych gett ukryli się w Rejowcu.
Żydów codziennie zabierano z getta do pracy. Niektórzy znaleźli zatrudnienie w pałacu Ossolińskich pod Rejowcem, w którym siedzibę miała placówka zaopatrzeniowa Waffen-SS. Inni pracowali w miejscowych cukrowni i gorzelni lub przy budowie dróg. Żydów zatrudniono także przy rozbiórce synagogi w Rejowcu. Nieformalnym „komendantem getta” był niemiecki esesman Gustav Jeske. Był on postrachem miejscowych Żydów. Wiadomo, że zamordował kobietę, która opuściła getto bez zezwolenia, aby zdobyć żywność dla chorej siostry. Polował także na żydowskich uciekinierów, którzy usiłowali ukryć się w Rejowcu. Po pewnym czasie zastąpił go inny esesman, nazwiskiem Ostapeter.
Ostateczna likwidacja getta nastąpiła wiosną 1943 roku. Niemcy zgromadzili wtedy wszystkich Żydów, oznajmiając, że zabiorą ich do obozu pracy w Trawnikach. W rzeczywistości wszystkich wywieziono do obozu koncentracyjnego na Majdanku.
Portal Wirtualny Sztetl podaje, że po tych wydarzeniach w Rejowcu pozostało tylko szesnastu Żydów. Wszyscy mieli zostać rozstrzelani przez Niemców w lipcu 1944 roku, na krótko przed wyzwoleniem miejscowości.

## Epilog
Przez getto w Rejowcu przeszło co najmniej 8 tys. Żydów z Polski i zagranicy. Zdecydowana większość zmarła lub została zamordowana. Ustalono, że wojnę przeżyły trzy czeskie Żydówki, które deportowano z Theresienstadt do Rejowca. Niewielka liczba Żydów miała także znaleźć schronienie w partyzantce.
W 1972 roku przed sądem w zachodnioniemieckim Verden stanął Gustav Jeske. Oskarżono go, że w 1942 roku zamordował w Rejowcu dwóch Żydów. Ostatecznie został jednak uniewinniony ze względu na brak wystarczających dowodów winy.
W 2003 roku, z inicjatywy Żydów pochodzących z miasteczka oraz ich potomków, na cmentarzu żydowskim w Rejowcu odsłonięto pomnik ku czci ofiar Zagłady. Został zbudowany z fragmentów macew odnalezionych na terenie miasteczka. Na pomniku widnieje inskrypcja w językach hebrajskim, polskim i angielskim o treści:

Ku czci pamięci Żydów mieszkańców Rejowca, zamordowanych w czasie Zagłady.